# Ma super croisière
Ma super croisière est une série humoristique française inédite diffusée le lundi, mardi, jeudi et vendredi à 16h50 ou 17h00 sur Direct 8 en 2010.
Elle a fait l'objet d'une mise en garde ferme de la part du  CSA pour publicité clandestine envers la compagnie MSC Croisières.